# John Bell (chirurg)

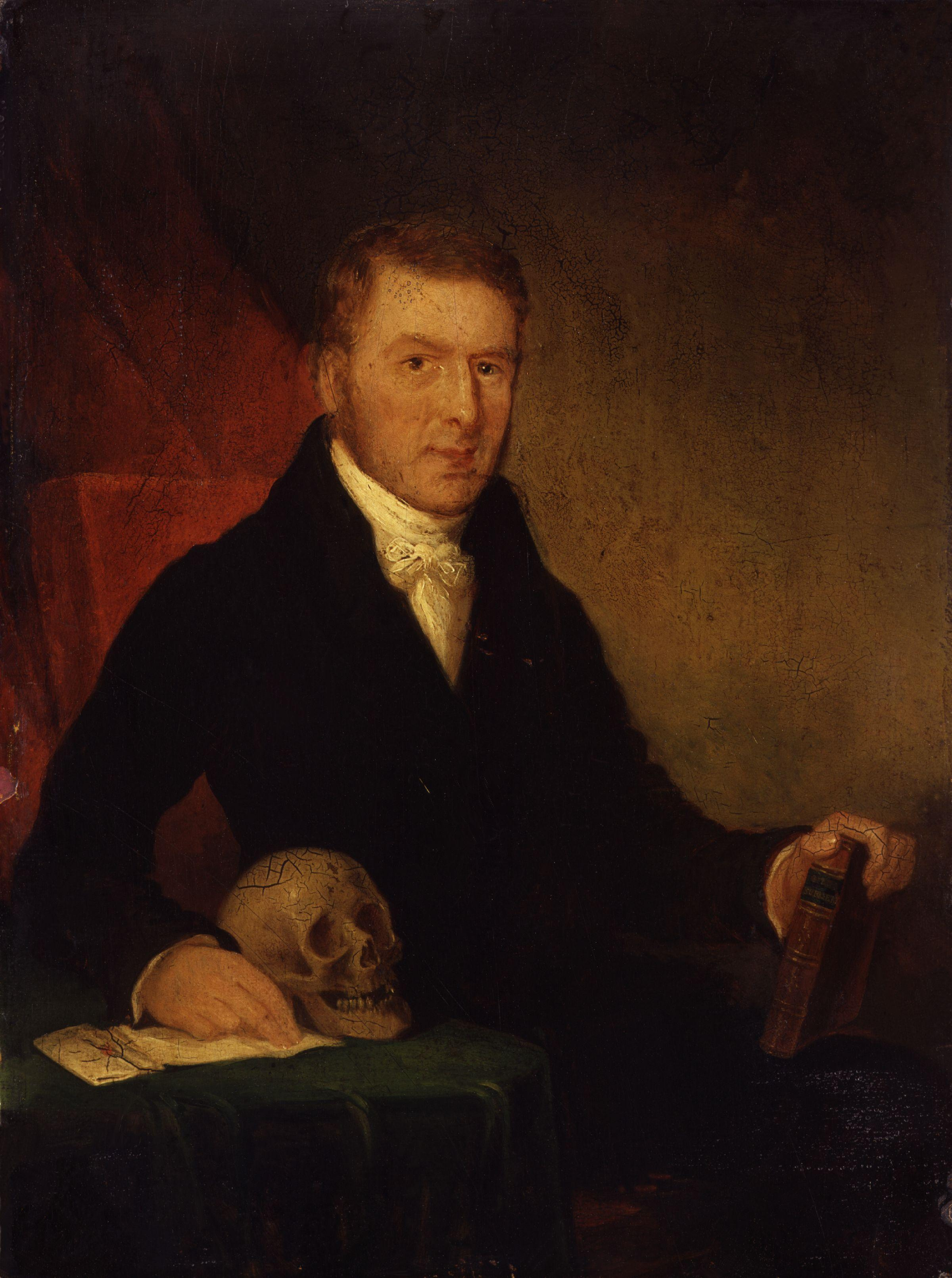
John Bell

John Bell (ur. 12 maja 1763, zm. 15 kwietnia 1820) – szkocki anatom i chirurg.
John Bell urodził się w Edynburgu, był starszym bratem Charlesa Bella – znanego szkockiego anatoma, chirurga, fizjologa i teologa. Po ukończeniu studiów w Edynburgu zajmował się szkółką anatomii, gdzie pomimo istnienia wielu przeciwników liberalnego podejścia do nauczania, jakie stosował, udało mu się przyciągnąć liczne audytorium. Z czasem zaczął mu asystować jego młodszy brat – Charles. W latach 1793–95 pracował nad publikacją na temat leczenia ran pod tytułem: Discourses on the Nature and Cure of Wounds. Jest określany wraz z Pierre-Josephem Desaultem i Johnem Hunterem jako ojciec nowoczesnej chirurgii naczyniowej. 
Bell przysporzył wielu sobie wrogów tym, że otwarcie mówił o niepotrzebnym bólu i cierpieniach zadawanych przez niekompetentnych szkockich chirurgów. W 1800 roku uwikłał się w niefortunny spór z Jamesem Gregorym (1753-1821) – profesorem medycyny w Edynburgu. Gregory obalił system, na mocy którego członkowie Królewskiego Kolegium Chirurgów działali także w Królewskiej Izbie Chorych. Wskutek tego od Królewskiej Izby Chorych odsunięto młodszych członków. Bell należący do grupy odsuniętych wystosował odpowiedź w imieniu młodych chirurgów. Dziesięć lat później opublikował zbiór Letters on Professional Character and Manners, w którym znalazła się korespondencja prowadzona z profesorem Gregorym. Po wykluczeniu z izby Bell zaprzestał prowadzenia wykładów i skupił się na doskonaleniu własnej wiedzy i umiejętności.
John Bell był także utalentowanym artystą. Jako jeden z niewielu naukowców potrafił ilustrować swoje prace. W 1816 został ranny spadając z konia i w kolejnym roku wyjechał do Włoch na rekonwalescencje. Zmarł w Rzymie 15 kwietnia 1820 roku i został tam pochowany na cmentarzu protestanckim, nieopodal poety Johna Keatsa.
Do jego publikacji zalicza się m.in.
- Principles of Surgery (1801),
- Anatomy of the Human Body,
- Observations on Italy – wydaną przez wdowę po Bellu w 1825 r.